# Cross der Nationen
Der Cross der Nationen war als Crosslauf-Veranstaltung der Vorläuferwettbewerb der Crosslauf-Weltmeisterschaften. Er wurde von 1903 bis 1972 ausgetragen mit Unterbrechungen während der beiden Weltkriege.

## Geschichte
Der erste Cross der Nationen fand 1903 im schottischen Hamilton statt. Die Einzelwertung gewann der renommierte englische Langstreckenläufer Alfred Shrubb, in der Mannschaftswertung siegte das englische Team. Es nahmen Mannschaften aus England, Schottland, Wales und Irland teil. Ab 1907 war Frankreich mit einer eigenen Mannschaft am Start, 1911 gewann mit Jean Bouin erstmals kein Engländer. 
Nachdem der Wettbewerb von 1915 bis 1919 kriegsbedingt ausgefallen war, nahmen in den 1920er Jahren zunehmend mehr Teams vom europäischen Festland teil: 1923 trat erstmals Belgien an, 1929 kamen Italien, Spanien, Luxemburg und die Schweiz dazu. Von 1941 bis 1945 fiel der Wettbewerb wegen des Zweiten Weltkrieges aus. Während die Mannschaftswertung bis 1972 nur von England, Frankreich und Belgien gewonnen werden konnte, spiegelte die Einzelwertung die zunehmende Internationalisierung des Wettbewerbes wider. Mit dem Marokkaner Rhadi Ben Abdesselam siegte 1960 erstmals ein für ein afrikanisches Land startender Athlet. Rekordsieger bei den Männern waren der Engländer Jack Holden, der Franzose Alain Mimoun und der Belgier Gaston Roelants mit jeweils vier Siegen. 
Nachdem in den 1930er und in den 1950er Jahren inoffizielle Frauenwettbewerbe ausgetragen wurden, war der Frauenwettbewerb seit 1967 offizieller Bestandteil des Cross der Nationen. Von 1967 bis 1971 siegte die US-Amerikanerin Doris Brown fünf Mal in Folge, wobei 1970 zwei Läufe am gleichen Tag ausgetragen wurden: einmal in Frederick mit der Siegerin Doris Brown und einmal in Vichy mit der Siegerin Paola Pigni. 
Ab 1961 gehörte auch ein Juniorenwettbewerb zum Programm des Cross der Nationen. 1969 siegte hier der spätere 10.000-Meter-Weltrekordler David Bedford; 1970 belegte der Belgier Erik De Beck den dritten Platz, der 1974 Weltmeister im Crosslauf werden sollte.
1972 fand in Cambridge der letzte Cross der Nationen statt, ab 1973 wurde er durch die Crosslauf-Weltmeisterschaft ersetzt, die erste offizielle Weltmeisterschaft in der Leichtathletik überhaupt.

## Sieger
| Jahr | Austragungsort         | Sieger Einzel              | Sieger-Team | Siegerin Einzel   | Siegerinnen-Team   |
| ---- | ---------------------- | -------------------------- | ----------- | ----------------- | ------------------ |
| 1903 | Hamilton               | Alfred Shrubb (ENG)        | England     |                   |                    |
| 1904 | St Helens              | Alfred Shrubb -2-          | England     |                   |                    |
| 1905 | Dublin                 | Albert Aldridge (ENG)      | England     |                   |                    |
| 1906 | Caerleon               | Charlie Straw (ENG)        | England     |                   |                    |
| 1907 | Glasgow                | Adam Underwood (ENG)       | England     |                   |                    |
| 1908 | Paris-Colombes         | Archie Robertson (ENG)     | England     |                   |                    |
| 1909 | Derby                  | Edward Wood (ENG)          | England     |                   |                    |
| 1910 | Belfast                | Edward Wood -2-            | England     |                   |                    |
| 1911 | Caerleon               | Jean Bouin (FRA)           | England     |                   |                    |
| 1912 | Edinburgh              | Jean Bouin -2-             | England     |                   |                    |
| 1913 | Paris-Juvisy-sur-Orge  | Jean Bouin -3-             | England     |                   |                    |
| 1914 | Amersham               | Alfred Nichols (ENG)       | England     |                   |                    |
| 1920 | Belfast                | Jimmy Wilson (SCO)         | England     |                   |                    |
| 1921 | Caerleon               | Wally Freeman (ENG)        | England     |                   |                    |
| 1922 | Glasgow                | Joseph Guillemot (FRA)     | Frankreich  |                   |                    |
| 1923 | Paris-Maisons-Laffitte | Joe Blewitt (ENG)          | Frankreich  |                   |                    |
| 1924 | Newcastle              | Bill Cotterell (ENG)       | England     |                   |                    |
| 1925 | Dublin                 | Eddie Webster (ENG)        | England     |                   |                    |
| 1926 | Brüssel                | Ernie Harper (ENG)         | Frankreich  |                   |                    |
| 1927 | Caerleon               | Lewis Payne (ENG)          | Frankreich  |                   |                    |
| 1928 | Ayr                    | Harry Eckersley (ENG)      | Frankreich  |                   |                    |
| 1929 | Paris-Vincennes        | Bill Cotterell -2-         | Frankreich  |                   |                    |
| 1930 | Leamington             | Tom Evenson (ENG)          | England     |                   |                    |
| 1931 | Dublin                 | Tim Smythe (IRL)           | England     |                   |                    |
| 1932 | Brüssel                | Tom Evenson -2-            | England     |                   |                    |
| 1933 | Caerleon               | Jack Holden (ENG)          | England     |                   |                    |
| 1934 | Ayr                    | Jack Holden -2-            | England     |                   |                    |
| 1935 | Paris-Auteuil          | Jack Holden -3-            | England     |                   |                    |
| 1936 | Blackpool              | William Eaton (ENG)        | England     |                   |                    |
| 1937 | Brüssel                | Jim Flockhart (SCO)        | England     |                   |                    |
| 1938 | Belfast                | Jack Emery (ENG)           | England     |                   |                    |
| 1939 | Cardiff                | Jack Holden -4-            | Frankreich  |                   |                    |
| 1946 | Ayr                    | Raphaël Pujazon (FRA)      | Frankreich  |                   |                    |
| 1947 | Paris-Saint-Cloud      | Raphaël Pujazon -2-        | Frankreich  |                   |                    |
| 1948 | Reading                | John Doms (BEL)            | Belgien     |                   |                    |
| 1949 | Dublin                 | Alain Mimoun (FRA)         | Frankreich  |                   |                    |
| 1950 | Brüssel                | Lucien Theys (BEL)         | Frankreich  |                   |                    |
| 1951 | Caerleon               | Geoff Saunders (ENG)       | England     |                   |                    |
| 1952 | Hamilton               | Alain Mimoun -2-           | Frankreich  |                   |                    |
| 1953 | Paris-Vincennes        | Franjo Mihalić (YUG)       | England     |                   |                    |
| 1954 | Birmingham             | Alain Mimoun -3-           | England     |                   |                    |
| 1955 | San Sebastián          | Frank Sando (ENG)          | England     |                   |                    |
| 1956 | Belfast                | Alain Mimoun -4-           | Frankreich  |                   |                    |
| 1957 | Waregem                | Frank Sando -2-            | Belgien     |                   |                    |
| 1958 | Cardiff                | Stan Eldon (ENG)           | England     |                   |                    |
| 1959 | Lissabon               | Fred Norris (ENG)          | England     |                   |                    |
| 1960 | Hamilton               | Rhadi Ben Abdesselam (MAR) | England     |                   |                    |
| 1961 | Nantes                 | Basil Heatley (ENG)        | Belgien     |                   |                    |
| 1962 | Sheffield              | Gaston Roelants (BEL)      | England     |                   |                    |
| 1963 | San Sebastián          | Roy Fowler (ENG)           | Belgien     |                   |                    |
| 1964 | Dublin                 | Francisco Aritmendi (ESP)  | England     |                   |                    |
| 1965 | Ostende                | Jean Fayolle (FRA)         | England     |                   |                    |
| 1966 | Rabat                  | Benassou El Ghazi (MAR)    | England     |                   |                    |
| 1967 | Barry                  | Gaston Roelants -2-        | England     | Doris Brown (USA) | England            |
| 1968 | Tunis                  | Mohamed Gammoudi (TUN)     | England     |                   |                    |
| 1968 | Blackburn              |                            |             | Doris Brown -2-   | Vereinigte Staaten |
| 1969 | Clydebank              | Gaston Roelants -3-        | England     | Doris Brown -3-   | Vereinigte Staaten |
| 1970 | Frederick              |                            |             | Doris Brown -4-   | England            |
| 1970 | Vichy                  | Mike Tagg (ENG)            | England     | Paola Pigni (ITA) | Niederlande        |
| 1971 | San Sebastián          | David Bedford (ENG)        | England     | Doris Brown -5-   | England            |
| 1972 | Cambridge              | Gaston Roelants -4-        | England     | Joyce Smith (ENG) | England            |